# Баре (Пожаревац)
Баре је насеље у Србији у општини Пожаревац у Браничевском округу. Према попису из 2022. било је 617 становника.
Село је удаљено 12 km од Пожаревца у правцу Великог Градишта. Баре имају основну школу, такође ту се налази и манастир „Св. 40 мученика“.
Новине су крајем 1923. писале да је нека духовна 15-годишња девојчица из Лозовика, коју су звали "Светица", показала у Барама место где се налазе рушевине цркве.

## Демографија
У насељу Баре живи 721 пунолетни становник, а просечна старост становништва износи 42,1 година (40,9 код мушкараца и 43,2 код жена). У насељу има 252 домаћинства, а просечан број чланова по домаћинству је 3,66.
Ово насеље је великим делом насељено Србима (према попису из 2002. године).
|  |

| Демографија | Демографија | Демографија |
| Година      | Становника  | Становника  |
| ----------- | ----------- | ----------- |
| 1948.       | 1.650       |             |
| 1953.       | 1.694       |             |
| 1961.       | 1.642       |             |
| 1971.       | 1.564       |             |
| 1981.       | 1.466       |             |
| 1991.       | 1.313       | 1.119       |
| 2002.       | 923         | 1.272       |
| 2011.       | 833         |             |

| Етнички састав према попису из 2002.‍ | Етнички састав према попису из 2002.‍ | Етнички састав према попису из 2002.‍ | Етнички састав према попису из 2002.‍ | Етнички састав према попису из 2002.‍ |
| ------------------------------------ | ------------------------------------ | ------------------------------------ | ------------------------------------ | ------------------------------------ |
|                                      |                                      |                                      |                                      |                                      |
| Срби                                 | Срби                                 |                                      | 915                                  | 99,13%                               |
| Румуни                               | Румуни                               |                                      | 6                                    | 0,65%                                |
| Хрвати                               | Хрвати                               |                                      | 1                                    | 0,10%                                |
| непознато                            | непознато                            |                                      | 1                                    | 0,10%                                |

| Година пописа     | 1948. | 1953. | 1961. | 1971. | 1981. | 1991. | 2002. |
| ----------------- | ----- | ----- | ----- | ----- | ----- | ----- | ----- |
| Број домаћинстава | 336   | 344   | 339   | 328   | 307   | 285   | 252   |

| Број чланова      | 1  | 2  | 3  | 4  | 5  | 6  | 7  | 8 | 9 | 10 и више | Просек |
| ----------------- | -- | -- | -- | -- | -- | -- | -- | - | - | --------- | ------ |
| Број домаћинстава | 29 | 54 | 37 | 49 | 38 | 31 | 10 | 3 | 1 | 0         | 3,66   |

| Пол    | Укупно | Неожењен/Неудата | Ожењен/Удата | Удовац/Удовица | Разведен/Разведена | Непознато |
| ------ | ------ | ---------------- | ------------ | -------------- | ------------------ | --------- |
| Мушки  | 361    | 72               | 254          | 20             | 15                 | 0         |
| Женски | 389    | 36               | 264          | 73             | 15                 | 1         |
| УКУПНО | 750    | 108              | 518          | 93             | 30                 | 1         |

| Пол    | Укупно                    | Пољопривреда, лов и шумарство | Рибарство                            | Вађење руде и камена | Прерађивачка индустрија       |
| ------ | ------------------------- | ----------------------------- | ------------------------------------ | -------------------- | ----------------------------- |
| Мушки  | 225                       | 166                           | 0                                    | 4                    | 11                            |
| Женски | 114                       | 96                            | 0                                    | 0                    | 0                             |
| УКУПНО | 339                       | 262                           | 0                                    | 4                    | 11                            |
| Пол    | Производња и снабдевање   | Грађевинарство                | Трговина                             | Хотели и ресторани   | Саобраћај, складиштење и везе |
| Мушки  | 1                         | 10                            | 5                                    | 2                    | 7                             |
| Женски | 0                         | 0                             | 6                                    | 1                    | 1                             |
| УКУПНО | 1                         | 10                            | 11                                   | 3                    | 8                             |
| Пол    | Финансијско посредовање   | Некретнине                    | Државна управа и одбрана             | Образовање           | Здравствени и социјални рад   |
| Мушки  | 0                         | 0                             | 3                                    | 3                    | 1                             |
| Женски | 0                         | 0                             | 0                                    | 2                    | 3                             |
| УКУПНО | 0                         | 0                             | 3                                    | 5                    | 4                             |
| Пол    | Остале услужне активности | Приватна домаћинства          | Екстериторијалне организације и тела | Непознато            | Непознато                     |
| Мушки  | 7                         | 0                             | 0                                    | 5                    | 5                             |
| Женски | 0                         | 0                             | 0                                    | 5                    | 5                             |
| УКУПНО | 7                         | 0                             | 0                                    | 10                   | 10                            |